# 親王塚貴子
親王塚 貴子（しんのうづか たかこ、1962年6月8日 - ）は日本の元女優。『愛のコリーダ』『白日夢』（1981年版）に続く日本で三本目の本番映画、『華魁』（1983年、富士映画）で主役を演じた。

## 人物
福岡県田川市生まれ。西南女学院高等学校在学中の三年生の時、ミス着物の九州代表に選ばれる。卒業後、大学受験に失敗し、二浪中にアルバイトでコンパニオンをやっていた時に、『白日夢』を撮った武智鉄二監督と知り合い、『華魁』の主役としてデビューするように口説かれる。最初は堀川まゆみが出演する予定であったが、本番の意味を理解せずに引き受けてしまい、大慌てで降板したための代役であった。華魁はアダルトビデオがまだ十分に普及していなかった当時、本番映画として大きな話題となった。この映画の前に映画の撮影で本番行為を行った女優は、松田暎子、愛染恭子の二人だけである。
本人はこの映画以後は本番女優というレッテルが張られるのを嫌い、撮影で本番行為は行っていない。その後、武智鉄二の演出で日劇ミュージックホールに出演するなどし、劇団櫂に客演、『血痕』（渋谷ジァン・ジァン 1984年11月1〜7日）では主演で舞台を踏んだ。現在は女優業は引退している。

## 出演作品

### 映画
- 華魁（1983年、富士映画）華魁・菖蒲太夫 役
- 紅夜夢（1983年、にっかつ）高橋お伝 役
- 秘蔵版 日傘の女（1984年、にっかつ）お雪 役
- 春情夢（1984年、にっかつ）紅丸 役
- 柔肌色くらべ（1984年、にっかつ）藤子 役
- パンツの穴 花柄畑でインプット（1985年、東映）文磨の母 役

### テレビドラマ
- 鬼龍院花子の生涯（1984年7月17日〜8月21日、TBS）
- 土曜ワイド劇場 整形復顔の花嫁 すりかわった女が偽装結婚!母はすべてを知っていた? （1984年11月24日、テレビ朝日）
- 江戸川乱歩の美女シリーズ 第24作『妖しい傷あとの美女』（1985年3月9日、テレビ朝日）後藤由美子 役
- ただいま絶好調! 第14回『博多行き夜行列車』（1985年4月16日〜9月17日、テレビ朝日）
- 必殺橋掛人 第8話『浅草の○秘ドクロを探ります』（1985年8月2日〜11月8日、テレビ朝日）おもん 役
- 月曜ワイド劇場 自動車教習所の人妻 不倫への暴走!ポケットベルが死体をあばく（1985年9月30日、テレビ朝日）

### 舞台
- ハロー・ミュージックホール おいらん（1983年4月29日-5月29日、日劇ミュージックホール）
- 初姿エロスの宴（1983年12月29日-1984年2月27日、日劇ミュージックホール）
- 血痕（1984年11月1-7日、渋谷ジァン・ジァン）

### ビデオ
- 能艶SAMBA奏 日劇ミュージックホール復刻集（1984年、東宝）
- ザ・本番 女教師誘惑願書（1985年、ファイブスター）
- 愛人（1985年、ファイブスター）

## 出版
- 親王塚貴子 華魁（1982年、近代映画社）
- 華魁 シナリオ写真集（1983年、松文館）
- 華魁 菖蒲太夫の生涯『アクション・アングル2月号臨時増刊号』（1983年、松文館）
- OLE!親王塚貴子（1983年、近代映画社）
- 映画〈華魁〉主演女優写真集（ロマンブック）

## 音楽
EPレコード
- 酒とドレスとさようなら/残り香（1983年、ポリドール・レコード）
- 髪/男のセリフ（1984年、ポリドール・レコード）